# Erebia maritima
Erebia maritima är en fjärilsart som beskrevs av Testout 1946. Erebia maritima ingår i släktet Erebia och familjen praktfjärilar. Inga underarter finns listade i Catalogue of Life.